# Chic
A Chic amerikai R&B és funk együttes, amelyet 1972-ben alapított Bernard Edwards basszusgitáros, és Nile Rodgers gitáros. Az 1970-es évek végén értek el nagy sikereket diszkó dalaikkal: „Dance, Dance, Dance” (1977), „Le Freak” (1978), és „Good Times” (1979). Bernards és Rodgers a saját lemezeik mellett olyan más sikeres előadók albumain is közreműködött szerzőként, producerként és előadóként, mint Diana Ross, Debbie Harry, vagy David Bowie. Az 1980-as években több régi daluk is újra a figyelem középpontjába került, amikor a fiatalabb generáció előadói feldolgozták azokat. Az együttes közvetlen népszerűsége mégis csökkent, ezért feloszlottak. 1989-ben újra egyesítették az együttest, és Bernards 1996-os halálát követően is tovább turnéztak.

## Diszkográfia
| Cím                                                  | Megjelent | Kiadó                | Helyezés          | Helyezés       | Helyezés | Eladási minősítés (Amerika) |
| Cím                                                  | Megjelent | Kiadó                | Billboard Top 200 | Top R&B Albums | Anglia   | Eladási minősítés (Amerika) |
| ---------------------------------------------------- | --------- | -------------------- | ----------------- | -------------- | -------- | --------------------------- |
| Chic                                                 | 1977      | Atlantic Records     | 27                | 12             | -        | arany                       |
| C’est Chic                                           | 1978      | Atlantic Records     | 4                 | 1              | 2        | platina                     |
| Risqué                                               | 1979      | Atlantic Records     | 5                 | 2              | 29       | platina                     |
| Les Plus Grands Succès De Chic: Chic’s Greatest Hits | 1979      | Atlantic Records     | 88                | -              | 30       |                             |
| Real People                                          | 1980      | Atlantic Records     | 30                | 8              | -        |                             |
| Take It Off                                          | 1981      | Atlantic Records     | 124               | 36             | -        |                             |
| Tongue in Chic                                       | 1982      | Atlantic Records     | 173               | 47             | -        |                             |
| Believer                                             | 1983      | Atlantic Records     | -                 | -              | -        |                             |
| Chic-Ism                                             | 1992      | Warner Bros. Records | -                 | 39             | -        |                             |

## Külső hivatkozások
- Chic (angol nyelven). AllMusic